# Christoph Unger

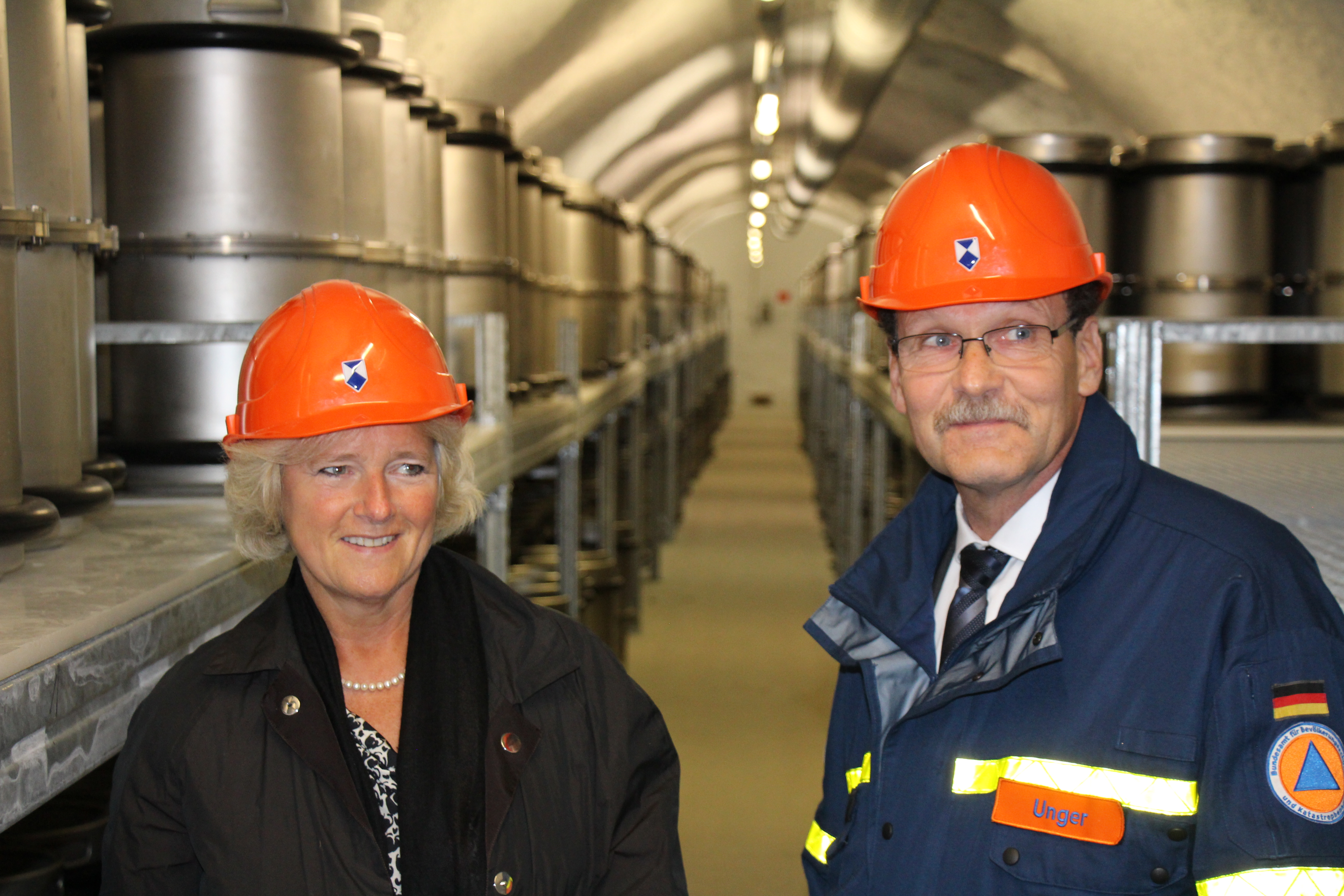
Unger (rechts) besucht mit Monika Grütters den Barbarastollen

Christoph Unger (* 11. März 1958 in Braunschweig) ist ein deutscher Jurist. Von 2004 bis 2020 war er Präsident des Bundesamtes für Bevölkerungsschutz und Katastrophenhilfe (BBK) in Bonn und von 2020 bis 2024 Vizepräsident des Statistischen Bundesamtes in Wiesbaden.

## Leben
Unger war Soldat auf Zeit bei der Bundeswehr und Offizier der Reserve. Er studierte Rechtswissenschaft an der Freien Universität Berlin und der Universität Hannover. Anschließend arbeitete er am Verwaltungsgericht in Braunschweig. 1990 wurde er zum Richter auf Lebenszeit ernannt. Ab 1990 wirkte Unger in unterschiedlichen Funktionen beim Niedersächsischen Landtag. Von 1994 bis 1998 war er als Referent im Innenministerium Niedersachsen für Polizeirecht und Vereinsrecht zuständig. 1998 wurde er Leiter des Ministerbüros des niedersächsischen Innenministers Heiner Bartling. 2003 übernahm Unger das Referat Katastrophenschutz und gleichzeitig die Leitung des Kompetenzzentrums für Großschadenslagen im Ministerium. Im September 2004 wurde er vom damaligen Bundesminister des Innern Otto Schily zum Präsidenten des im Mai desselben Jahres errichteten Bundesamtes für Bevölkerungsschutz und Katastrophenhilfe in Bonn berufen. Er begann dort im November 2004 kurz nach seinem Amtsantritt, die bereits 2002 beschlossenen Länder- und Ressortübergreifende Krisenmanagementübungen LÜKEX abzuhalten, in denen z. B. Pandemien, Cyberattacken oder eine Gasmangellage durchgespielt wurden. 2012 war Ungers Behörde an der Erstellung eine Risikoanalyse zu einer SARS-Pandemie beteiligt. Angesichts der COVID-19-Pandemie kritisierte Unger im April 2020, dass die Politik durch diese Analyse nicht ausreichend für die drohende Gefahr sensibilisiert worden sei. Unger mahnte wenig später auch, dass die deutsche Bevölkerung auf größere Katastrophen schlecht vorbereitet sei und insbesondere im Hinblick auf den Klimawandel vermehrt mit Starkregenereignissen zu rechnen wäre. Ein von ihm initiierter Bundesweiter Warntag am 10. September 2020 zeigte erhebliche technische Probleme bei der Warnung der Bevölkerung auf. Diese beruhten insbesondere auf einer „nicht vorgesehene[n] zeitgleiche Auslösung einer Vielzahl von Warnmeldungen“ durch Landes- und Kommunalbehörden, die sich damit gegenseitig blockierten und so das Versagen des bundesweiten Warnsystems herbeiführten. Bundesinnenminister Horst Seehofer (CSU) lastete den Fehlschlag jedoch dem SPD-Mitglied Unger an und löste ihn als Behördenleiter durch den bisherigen CDU-Bundestagsabgeordneten Armin Schuster ab. Die Personalentscheidung wurde sowohl von den oppositionellen Grünen als auch vom Koalitionspartner SPD als „planlos“ bzw. „Bauernopfer“  kritisiert. Zum 1. Oktober 2020 wechselte Unger ins Statistische Bundesamt und wurde dort zum Vizepräsidenten der Behörde ernannt. Im März 2024 trat er in den Ruhestand.

## Veröffentlichungen (Auswahl)
- Ist Deutschland auf Katastrophen vorbereitet? In: Michael Kloepfer (Hrsg.): Katastrophenrecht. Grundlagen und Perspektiven. Nomos, Baden-Baden 2008, S. 89–103.